# Estación de San Juan del Puerto (Riotinto)
San Juan del Puerto, también conocida como la estación de Riotinto, fue una estación de ferrocarril situada en el municipio español de San Juan del Puerto, en la provincia de Huelva (Andalucía). Las instalaciones estuvieron en servicio entre 1875 y 1974, fecha en que fue clausurada al servicio.

## Historia
Perteneciente al ferrocarril de Riotinto, que había entrado en servicio en 1875, estaba situada a 99,94 metros de altitud. Las obras corrieron a cargo de la británica Rio Tinto Company Limited, que desde 1873 se había asentado en la cuenca minera de Riotinto-Nerva. La estación de Riotinto en San Juan del Puerto se encontraba situada en las cercanías de la estación de MZA, perteneciente a su vez a la línea Sevilla-Huelva de ancho ibérico. Las instalaciones contaban con un edificio de viajeros, un muelle-almacén de mercancías y varias vías de servicio; además, una derivación enlazaba con el ferrocarril de Buitrón y el cercano embarcadero del río Tinto. En la actualidad una parte del antiguo complejo se mantiene conservado, aunque se encuentra fuera de servicio.